# حیدر ابوبکر العطاس
حیدر ابوبکر العطاس (عربی: حيدر أبوبكر العطاس؛ زاده ۵ آوریل ۱۹۳۹) سیاستمدار یمنی و آخرین رئیس برای هیئت مجلس اعلی خلق در جمهوری دموکراتیک خلق یمن بین سالهای ۱۹۸۶ تا ۱۹۹۰ و اولین نخست‌وزیر یمن بعد از اعلام وحدت دو یمن بین جمهوری دموکراتیک خلق یمن و جمهوری عربی یمن در سال ۱۹۹۰ که در این منصب وی تا سال ۱۹۹۴ به کار ادامه داد. او برجسته‌ترین وزیر و سیاستمدار در یمن بود و شناخته می‌شد به اینکه شخصی است زیرک و محتاط و دور اندیش و خونسرد و صبور و پیش‌بین و خوش قلب.

## تاریخ و محل تولد
در شهر «حریضه» در استان حضر موت در سال ۱۹۳۹ متولد شد.

## تحصیلات
وی دارای مدرک مهندسی در هندسه الکتریکی (برقی) از دانشگاه قاهره در مصر بود.

## مناصب و مسئولیتها

### قبل از وحدت دو یمن
- کمک در تأسیس شاخه جنبش ملی عرب در حضر موت در سال ۱۹۶۰ و عضو جبهه ملی برای آزادی جنوب عربی اشغال شده از ابتدای تأسیس آن.
- وزیر کارهای عمومی و ارتباطات در سال ۱۹۶۹ میلادی.
- انتخاب شدن به عنوان عضو هیئت مرکزی در جبهه ملی برای آزادی در کنگره پنجم آن که در سال۱۹۷۲ برگزار شد.
- انتخاب مجدد وی بعنوان عضو هیئت مرکزی در جبهه در سال ۱۹۷۵.
- وزیر ارتباطات در سال ۱۹۷۵.
- وزیر سازندگی سال ۱۹۷۷ میلادی.
- در کنگره تأسیس حزب سوسیالیستی یمن که در سال ۱۹۷۹ تشکیل شد وی به عنوان عضو هیئت مرکزیت انتخاب شد.
- مجدداً در سالهای ۱۹۸۰ و۱۹۸۵ وی بعنوان عضو هیئت مرکزیت و عضو دفتر سیاسی حزب سوسیالیست یمن انتخاب گردید.
- رئیس مجلس الوزراء در تاریخ فوریه ۱۹۸۵
- انتخاب شدن بعنوان رئیس در هیئت رئیسه مجلس اعلی خلق در فوریه سال ۱۹۸۶ و در این منصب ابقاء شد تا زمانی که وحدت دو یمن در سال ۱۹۹۰ محقق شد.[۲]

### بعد از وحدت دو یمن
انتخاب وی به عنوان نخست‌وزیر اولین حکومت بعد از محقق شدن دو یمن و قیام مردم یمن در ۲۲ مه ۱۹۹۰.

## مبارزات سیاسی

### قبل از وحدت دو یمن
هنگامی که حزب سوسیالیست یمن به دو جناح مخالف یکدیگر در کشوری که ما سابقاً به نام جمهوری دموکراتیک خلقی یمن می‌شناختیم رخ داد و یک جناح آن به ریاست رئیس‌جمهور علی ناصر محمد و جناح دیگر به ریاست علی احمد ناصر عنتر، حیدر ابوبکر العطاس به جناح علی احمد ناصر عنتر پیوست. وقتی اختلافات بین دو طرف بالا گرفت و شدید شد به درگیری‌های خونین و یک جنگ داخلی بین آنها منجر شد در ژانویه سال ۱۹۸۶ میلادی که بنام درگیریهای ژانویه شناخته می‌گردد، این درگیریها یک ماه کامل ادامه داشت و به کشته شدن بیشتر از ده هزار نفر منجر شد که بیشترشان از حزب سوسیالیست بودند، در این نبردهای عبدالفتاح اسماعیل و علی عنتر و علی شائع هادی و تعداد دیگری از رهبری حزب سوسیالیست یمن کشته شدند و علی ناصر محمد با ارتش خودش به شمال عقب‌نشینی کرد در همین زمان حیدر ابوبکر العطاس ریاست هیئت مجلس اعلای خلق را عهده‌دار بود و در همان سال مجدداً برای همین منصب انتخاب شد و این ادامه داشت تا زمانی که وحدت دو یمن در سال ۱۹۹۰ محقق گردید.

### بعد از وحدت دو یمن
هنگامی که بعد از ۴ سال بحران سیاسی بعد از اعلام وحدت دو یمن بین احزاب اصلی در یمن، یعنی حزب کنگره عمومی مردمی و حزب تجمع یمنی برای اصلاح از یک طرف و حزب سوسیالیست یمن از طرف دیگر بالا گرفت و منجر به ترور تعدادی از کادرها و رهبری حزب سوسیالیست یمن گردید، بعضی از رهبران این حزب با پشتیبانی وکمک سعودی در ۱۹۹۴ اعلام جدایی‌طلبی کردند، در این زمان نقش بزرگی حیدر ابوبکر العطاس در کنترل و فرماندهی این بحران و در اعلام جدایی جنوب یمن از شمال را برعهده داشت و همچنین نقش بزرگی در جنگ تابستان ۱۹۹۴ که بین شمال و جنوب در زمان اعلام جدایی صورت گرفت داشت، در این زمان العطاس در منصب نخست‌وزیر جمهوری دموکراتیک یمن در دوره اعلام جدایی شمال و جنوب قرار داشت، این جنگ منجر به شکست جدایی‌طلبان گردید و فرار رهبران این جریان به خارج منجمله العطاس گردید، بعد از آن حکم اعدام برای وی در سال ۱۹۹۸ صادر گردید و پس از آن عفو عمومی و همین‌طور عفو تمامی فرماندهان جدایی طلبان در مه ۲۰۰۳ صادر گردید.

## مدال‌ها
- مدال درجه یک
- مدال ۳۰ نوامبر ۱۹۸۳
- گردنبند (مدال) اتحاد ازطرف امارات متحده عربی
- مدال پیروزی در سپتامبر از لیبی
- مدال ۱۴ اکتبر